# Feeling This
Feeling This è un singolo del gruppo musicale statunitense Blink-182, il primo estratto dal quinto album in studio Blink-182 e pubblicato il 2 ottobre 2003.

## Tracce
CD singolo
1. Feeling This – 2:56
2. Violence – 3:48
3. The Rock Show (Live in Chicago) – 3:08
4. Carousel (Live in Chicago) – 2:55

7"
- Lato A

1. Feeling This – 2:56

- Lato B

1. Violence – 3:48

## Formazione
- Mark Hoppus – basso, voce
- Tom DeLonge – chitarra, voce
- Travis Barker – batteria